# Jean Arnolds

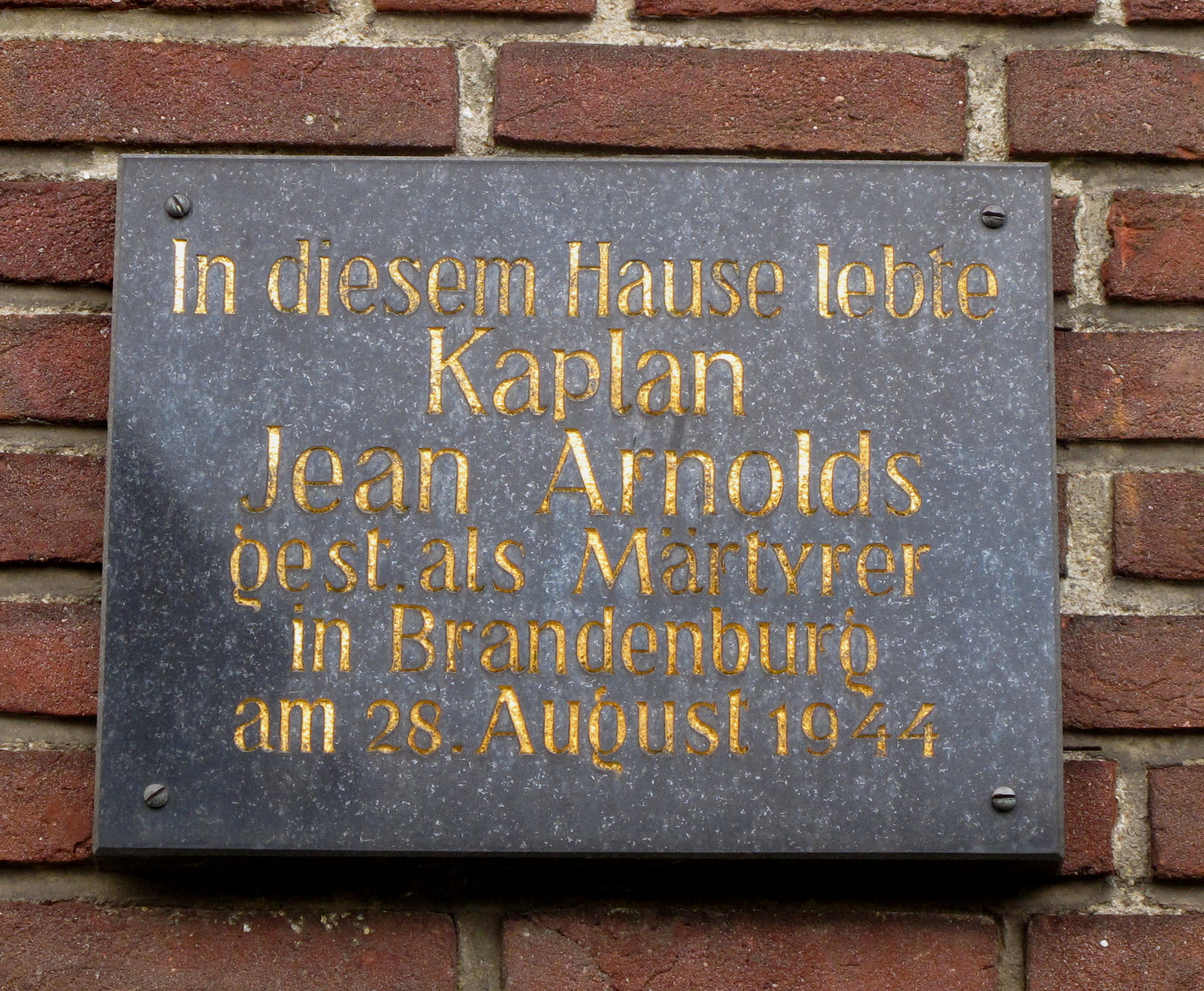
Jean Arnolds gedenkplaat te Eupen

Jean Mathieu Joseph Arnolds (Baelen 7 maart 1904 - Brandenburg an der Havel 28 augustus 1944) was een Belgische katholieke priester die lid was van het Belgisch verzet in de Tweede Wereldoorlog. Let op: zijn geboorteplaats ligt vlak bij de Oostkantons, vanwaar zijn familie afkomstig was en moet niet verward worden met Balen.

## Biografie
Arnolds volgde de lagere school in Welkenraedt, de middelbare school aan het Institut Saint-Roch in Theux. Zijn priesteropleiding (filosofie en theologie) volgde hij in Sint-Truiden en Luik. Hij werd op 1 juli 1928 tot priester gewijd. Nadien werd hij leraar aan de katholieke middelbare school Collège Patronné in Eupen, waar hij godsdienst, geografie en geschiedenis gaf. Vanaf 1933 was hij bovendien kapelaan in de parochie Sankt Nikolaus in dezelfde stad, waar hij onder andere met het jeugdwerk werd belast. Vanaf de zomer 1940 was hij kapelaan in Montzen.
In de aanloop naar de Tweede Wereldoorlog werd hij in augustus 1939 gemobiliseerd. Tijdens de oorlog zelf was hij brancardier. Hij werd krijgsgevangen genomen en na het einde van de Achttiendaagse Veldtocht werd hij naar het militair ziekenhuis van Sint-Amands en later dat van Gent gestuurd. In juli 1940 werd hij vrijgelaten.
In de zomer van 1940 werd hij parochievicaris (kapelaan) in Montzen waar hij onder meer hielp met uit krijgsgevangenschap ontvluchte Fransen op te vangen. Op 22 juni 1943 werd Arnolds gearresteerd door de Gestapo en vervolgens vastgehouden in Aken waar hij tien maanden vastzat in eenzame opsluiting. Zijn vader werd op 9 september eveneens gearresteerd.
Jean Arnolds werd op 3 maart 1944 overgeplaatst naar de gevangenis van Brandenburg an der Havel. Op 27 april 1944 werd hij door het Volksgerichtshof in Berlijn veroordeeld tot de doodstraf. In de motivering van het vonnis schreef de voorzitter van die rechtbank: „De veroordeelde heeft als kapelaan in Montzen 1941/42 onophoudelijk ontsnapte krijgsgevangenen geholpen te vluchten, door hun in de kerk en in zijn ambtswoning onderdak verleende, hun soms ook nog geld gaf en hun de weg naar de grens beschreef.“ Verschillende genadeverzoeken, onder meer van kardinaal Jozef Van Roey werden afgewezen.
Op 28 augustus 1944 werd hij onthoofd met de guillotine. Zijn lichaam werd nooit teruggevonden.
- Gemeinsame Normdatei: 123485398
- Virtual International Authority File: 15679890